# 460 Scania
460 Scania este un asteroid din centura principală, descoperit pe 22 octombrie 1900, de Max Wolf.